# WTA Tianjin
Das WTA Tianjin (offiziell: Tianjin Open) ist ein Tennisturnier der WTA Tour, das seit 2014 jeweils im Oktober in der chinesischen Stadt Tianjin ausgetragen wird.

## Siegerliste

### Einzel
| Jahr | Siegerin            | Finalgegnerin     | Ergebnis  |
| ---- | ------------------- | ----------------- | --------- |
| 2014 | Alison Riske        | Belinda Bencic    | 6:3, 6:4  |
| 2015 | Agnieszka Radwańska | Danka Kovinić     | 6:1, 6:2  |
| 2016 | Peng Shuai          | Alison Riske      | 7:63, 6:2 |
| 2017 | Marija Scharapowa   | Aryna Sabalenka   | 7:5, 7:68 |
| 2018 | Caroline Garcia     | Karolína Plíšková | 7:67, 6:3 |
| 2019 | Rebecca Peterson    | Heather Watson    | 6:4, 6:4  |

### Doppel
| Jahr | Siegerinnen                          | Finalgegnerinnen                 | Ergebnis          |
| ---- | ------------------------------------ | -------------------------------- | ----------------- |
| 2014 | Alla Kudrjawzewa Anastasia Rodionova | Sorana Cîrstea Andreja Klepač    | 6:76, 6:2, [10:8] |
| 2015 | Xu Yifan Zheng Saisai                | Darija Jurak Nicole Melichar     | 6:2, 3:6, [10:8]  |
| 2016 | Christina McHale Peng Shuai          | Magda Linette Xu Yifan           | 7:68, 6:0         |
| 2017 | Irina-Camelia Begu Sara Errani       | Dalila Jakupović Nina Stojanović | 6:4, 6:3          |
| 2018 | Nicole Melichar Květa Peschke        | Monique Adamczak Jessica Moore   | 6:4, 6:2          |
| 2019 | Shūko Aoyama Ena Shibahara           | Nao Hibino Miyu Katō             | 6:3, 7:5          |